# Dipsacus ferox
Dipsacus ferox é uma espécie de planta com flor pertencente à família Dipsacaceae.
A autoridade científica da espécie é Loisel., tendo sido publicada em Flora Gallica 2: 719. 1807.

## Portugal
Trata-se de uma espécie presente no território português, nomeadamente em Arquipélago da Madeira.
Em termos de naturalidade é nativa da região atrás indicada.

## Protecção
Não se encontra protegida por legislação portuguesa ou da Comunidade Europeia.